# 二都镇
二都镇，是中华人民共和国江西省抚州市宜黄县下辖的一个乡镇级行政单位。

## 行政区划
二都镇下辖以下地区：
二都镇社区、二都村、云丰村、严坑村、白槎村、帘前村、三都村、南陂村、山前村、河口村、上际村、鸟岭村和漠源村。